# Anton de Hohenzollern-Sigmaringen
Prințul Anton de Hohenzollern-Sigmaringen (germană Anton Prinz von Hohenzollern-Sigmaringen; n. 7 octombrie 1841, Sigmaringen, Baden-Württemberg, Germania – d. 6 august 1866, Dvůr Králové nad Labem, Hradec Králové, Cehia) a fost  membru al Casei de Hohenzollern-Sigmaringen și militar german. 
Prințul Anton a fost fratele mai mic al regelui Carol I al României.

## Biografie
A fost al treilea fiu al lui Karl Anton de Hohenzollern-Sigmaringen și a soției acestuia, Prințesa Josephine de Baden. În adolescență a studiat arheologia. Împreună cu fratele său mai mic Frederic l-a însoțit pe baronul Karl von Mayenfisch în timpul cercetărilor acestuia în jurul Sigmaringen unde a fost descoperit un fort roman. În 1859 prințul în vârstă de optsprezece ani s-a alăturat armatei prusace ca sublocotenent în Regimentul 1 Infanterie. În 1866, a participat activ la Războiul Austro-Prusac.
În Bătălia de la Sadova a primit patru gloanțe în picior. Treizeci și trei de zile mai târziu Prințul a murit într-un spital..

## Familia
Tatăl său a fost Karl Anton de Hohenzollern-Sigmaringen, și mama sa a fost Prințesa Josephine de Baden, fiica lui Karl, Mare Duce de Baden.  Anton avea mai mulți frați, printre care:
- Leopold (1835–1905)
- Stephanie (1837–1859)
- Carol (1839–1914)
- Frederic (1843–1904)
- Maria Luise (1845–1912)

El a fost foarte apropiat de fratele său, Prințul Frederick de Hohenzollern-Sigmaringen.